# Memorial Stadium (Bloomington)
O Memorial Stadium é um estádio localizado em Bloomington, Indiana, Estados Unidos, possui capacidade total para 52.650 pessoas, é a casa do time de futebol americano universitário Indiana Hoosiers football da Universidade de Indiana Bloomington. O estádio foi inaugurado em 1960 em substituição ao antigo construído em 1925.